# Зимние Сурдлимпийские игры 2003
XV Сурдлимпийские игры прошли в шведском городе Сундсвалль. Игры проводились со 28 февраля по 8 марта 2003 года, участие в них приняли 247 спортсменов из 21 страны. Это вторые Зимние Сурдлимпийские игры, проведённые на территории Швеции, до этого в 1963 году состоялись V Зимние Сурдлимпийские игры в Оре. В Сундсвалле к спортивным дисциплинам добавился сноубординг.

## Виды спорта
Программа XV зимних Сурдлимпийских игр глухих включала 4 спортивных дисциплины в 2 видах спорта. В общей сумме, на Играх прошло 23 спортивных мероприятия.

### Индивидуальные дисциплины
- Горнолыжный спорт
- Лыжные гонки
- Сноуборд

### Командные дисциплины
- Хоккей
  - Призёры:[2]
    - . Канада
    - . Россия (Дмитрий Арсеньев, Алексей Бабуркин, Константин Бобов, Константин Шаталов, Александр Чекушин, Олег Даниленко, Александр Глазырин, Михаил Грачин, Алексей Иконников, Станислав Ильичёв, Юрий Измайлов, Александр Карасёв, Сергей Каргин, Вячеслав Казанцев, Станислав Хакимов, Денис Холин, Олег Кукуев, Анатолий Потапов, Андрей Прудников, Вячеслав Рахин, Игорь Рыжих, Дмитрий Сошников , Андрей Василевский.
    - . США
- Лыжные гонки

## Страны-участницы
В XV Всемирных зимних играх глухих приняли участие спортсмены из 21 государства:
- Австрия
- Великобритания
- Германия
- Италия
- Канада
- Литва
- Нидерланды
- Норвегия
- Польша
- Россия
- Словакия
- Словения
- Турция
- Украина
- США
- Финляндия
- Франция
- Чехия
- Швейцария
- Швеция
- Япония

## Медальный зачёт
Страна-хозяйка (Швеция)
| Место  | Страна    | Золото | Серебро | Бронза | Всего |
| ------ | --------- | ------ | ------- | ------ | ----- |
| 1      | Россия    | 6      | 6       | 6      | 18    |
| 2      | Италия    | 3      | 2       | 1      | 6     |
| 3      | США       | 2      | 5       | 8      | 15    |
| 4      | Чехия     | 2      | 1       | 1      | 4     |
| 5      | Германия  | 2      | 1       | 0      | 3     |
| 5      | Канада    | 2      | 1       | 0      | 3     |
| 5      | Норвегия  | 2      | 1       | 0      | 3     |
| 8      | Япония    | 2      | 0       | 0      | 2     |
| 9      | Словакия  | 1      | 1       | 1      | 3     |
| 10     | Финляндия | 1      | 0       | 0      | 1     |
| 11     | Словения  | 0      | 2       | 1      | 3     |
| 12     | Австрия   | 0      | 1       | 0      | 1     |
| 13     | Украина   | 0      | 1       | 0      | 1     |
| 14     | Швейцария | 0      | 0       | 3      | 3     |
| 15     | Швеция    | 0      | 0       | 1      | 1     |
| Всего: | Всего:    | 23     | 23      | 22     | 68    |